# Hoàng Nhật Nam
Hoàng Nhật Nam (sinh ngày 3 tháng 4 năm 1990 tại chợ Cầu, Thái Hoà, Thái Thuỵ, Thái Bình) là cầu thủ bóng đá Việt Nam.

## Tuổi thơ
Hoàng Nhật Nam là người em sinh đôi của cầu thủ Hoàng Danh Ngọc. Hai anh em sinh ra và lớn lên ở một vùng quê mà ở đó môn bóng đá rất được hâm mộ. Ngày nhỏ hai anh em nhà Nhật Nam và Danh Ngọc cùng bố hăng say luyện tập và tham gia các giải của huyện, đầu tiên là giải U11 cấp cụm 7 xã, tổ chức tại SVĐ xã Thái Xuyên. Với kĩ thuật cá nhân tốt hai anh em Nhật Nam, Danh Ngọc được gọi vào đội U11 của huyện Thái Thuỵ, và năm đó đội U11 Thái Thuỵ cũng giành chức vô địch giải U11 của tỉnh Thái Bình. anh em nhà Danh Ngọc, Nhật Nam được gọi vào đội U11 Thái Bình dự giải U11 toàn quốc. Cùng với năm tháng hai anh em đã ngày càng trưởng thành hơn trong sự nghiệp cầu thủ và lọt vào mắt xanh của đội U15 Nam Định.

## Đội trẻ Nam Định
Nhật Nam trưởng thành nhanh chóng với vai trò tiền vệ trụ của đội trẻ Nam Định và tới năm 2008 Nhật Nam được đôn lên đội 1 của Nam Định.

## Đội Mikado Nam Định
Nhật Nam hiện tại đang thi đấu trong màu áo CLB Mikado Nam Đinh đang chơi ở giải hạng 2 của Việt Nam.
Anh cùng với các cầu thủ U21 Nam Định vừa đoạt chức Vô địch giải Vô địch U21 Báo Thanh Niên năm 2011 tổ chức tại Bình Dương

## Sự nghiệp quốc tế
Hoàng Nhật Nam cùng với ĐT U22 Việt Nam vô địch Merdeka Cup 2008.
Nhật Nam giúp U-21 Việt Nam thắng U-21 Malaysia với tỉ số 2 - 0. Anh đóng góp 1 bàn thắng từ pha đá phạt, và một đường truyền thành bàn.
Kết thúc Giải bóng đá U21 Quốc tế báo Thanh niên 2011; Nhật Nam đoạt giải Cầu thủ xuất sắc nhất.